# 젠더표현
젠더 표현(gender expression, gender presentation)은 사회적 성을 표현하는 것이다.
여장남자는 성정체성은 남성이지만 여성의 젠더를 표현한다.
성소수자를 포함한 차별금지법이 있는 경우 젠더표현에 따른 차별도 금지된다.

## 같이 보기
- 젠더론 반대운동
- 크로스드레싱
- 활동적 여성화